# Sant patró
Un sant patró, o simplement patró, és en la religió catòlica, en l'ortodoxa i, en certa manera, en l'anglicana és el sant considerat protector d'un determinat grup de persones i mitjancer entre Déu i les esmentades persones. El grup poden ser els habitants d'una localitat, d'una comarca, d'un país, d'una diòcesi, etc., els pacients d'una malaltia o les persones que exerceixen una determinada professió. És molt habitual que també siguin patrones les advocacions marianes i fins i tot determinades imatges de Crist, com el Sant Crist de Balaguer o objectes considerats sagrats, com la Veracreu, patrona de Ponts.
Els cultes protestants reproven aquesta pràctica, que consideren una mena de politeisme encobert, ja que, segons el seu parer, no cal cap intermediari entre Déu i l'home.

## Patrons dels Països Catalans

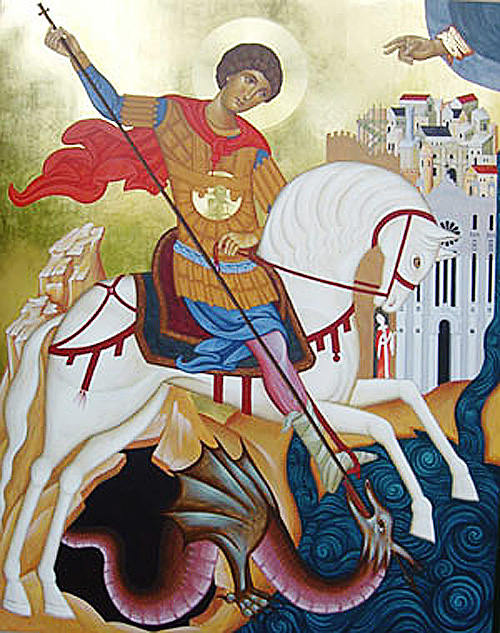
Sant Jordi, patró de Catalunya

- Catalunya: Sant Jordi i la Mare de Déu de Montserrat
- País Valencià: Sant Vicent Ferrer (Sant Jordi fins al segle xvii) i la Mare de Déu del Puig (sense reconeixement oficial)

- Illes Balears: Sant Antoni Abat

- Mallorca: Mare de Déu del Lluc

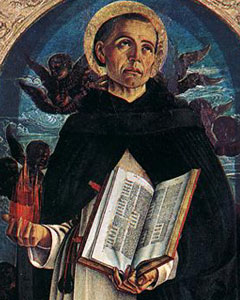
Sant Vicent Ferrer, patró del País Valencià

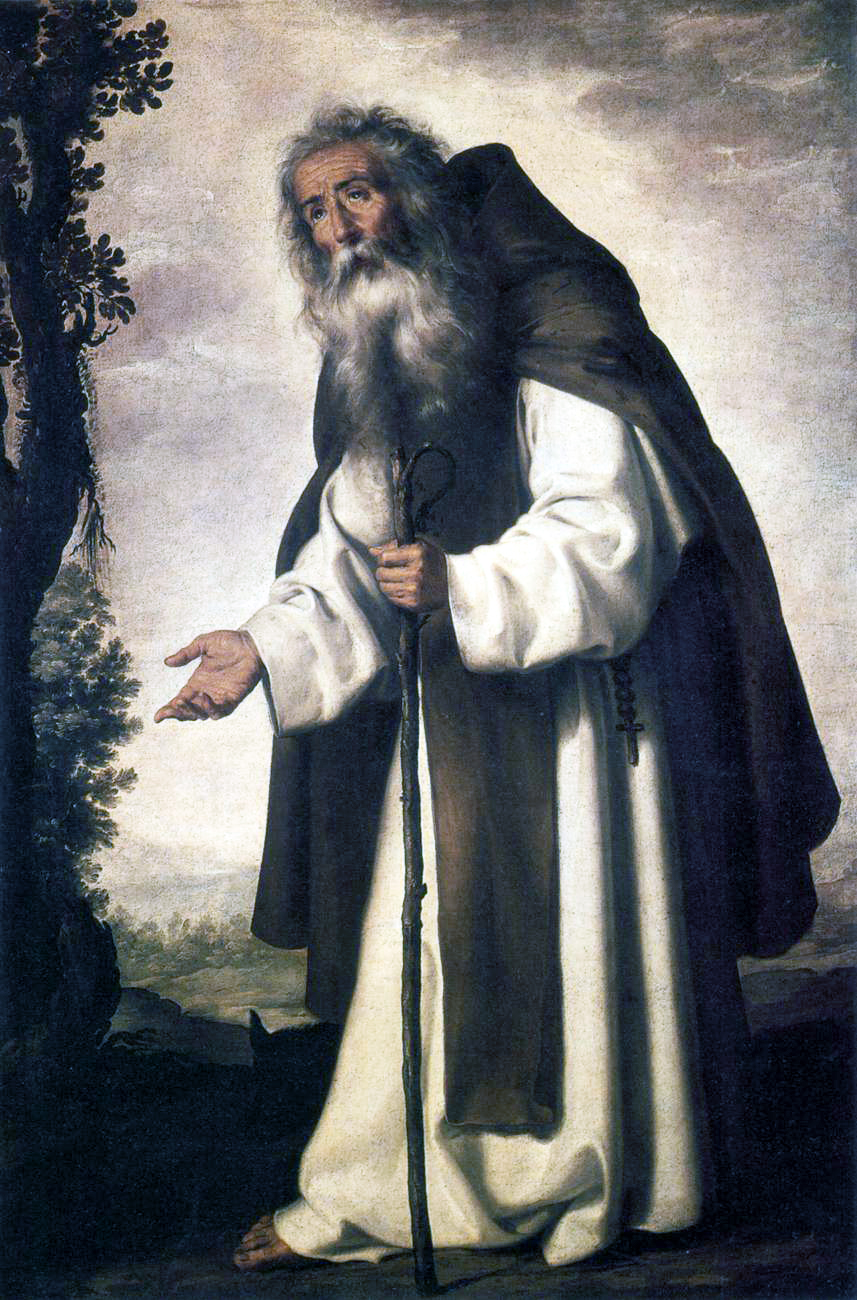
Sant Antoni Abat, patró de les Illes Balears

- Menorca: Mare de Déu del Toro (veg. santuari de la Mare de Déu del Toro)
- Illa d'Eivissa: Mare de Déu de les Neus
- Formentera: Sant Jaume
- Andorra: Mare de Déu de Meritxell

## Llista de patrons i patrones locals

### Principals ciutats dels Països Catalans
- Perpinyà: Sant Galderic i Sant Joan Baptista
- Girona: Sant Narcís i Feliu de Girona (màrtir)
- Lleida: Sant Anastasi i la Verge Blanca (o Verge de l'Acadèmia)
- Terrassa: Sant Pere, Cristòfol i Sant Valentí[1]
- Sabadell: Mare de Déu de la Salut
- Mataró: Santa Juliana i Santa Semproniana
- Badalona: Sant Anastasi
- Santa Coloma de Gramenet: Santa Coloma
- Barcelona: la Mare de Déu de la Mercè (patrona de la diòcesi i, popularment, copatrona de la ciutat) i Santa Eulàlia de Barcelona (patrona de la ciutat), Matrull de Barcelona i Sever de Barcelona; copatrons: Sant Ramon de Penyafort, Santa Maria de Cervelló i Sant Antoni Abat; Sants protectors: Sant Oleguer, Sant Roc i Sant Sebastià
- L'Hospitalet de Llobregat:
- Tarragona: Santa Tecla i Sant Magí
- Reus: Sant Pere i la Mare de Déu de Misericòrdia
- Castelló: la Mare de Déu del Lledó, Blai de Sebaste i Cristòfor de Lícia.
- València: Sant Vicent Màrtir i la Mare de Déu dels Desemparats
- Alacant: Sant Nicolau i la Mare de Déu del Remei
- Maó: Mare de Déu de Gràcia
- Palma: Sant Sebastià
- Eivissa: Sant Ciríac
- L'Alguer: Sant Miquel

#### Altres ciutats i viles dels Països Catalans

##### Catalunya
- Alcover: Mare de Déu del Remei
- Aramunt: Sant Fructuós
- l'Arboç: Sant Julià i Santa Basilissa
- Argentona: Sant Julià i Santa Basilissa
- Balsareny: Sant Marc Evangelista
- Banyoles: Sant Martirià d'Albenga
- Boldís Sobirà: Sant Fructuós; Sant Maurici d'Agaunum
- Calaf: Santa Calamanda
- Camprodon: Sant Patllari
- Canovelles: Sant Fèlix i la Mare de Déu de Bellulla
- Canyelles: Santa Maria Magdalena
- Cardona: Sant Celdoni, Sant Ermenter i Sant Ramon Nonat
- Castellbisbal: Sant Vicenç
- Castellgalí: Sant Miquel,[2] Sant Honest i Sant Repel·lió.[3][4]
- Cervera: Mare de Déu del Coll de les Savines
- Cubelles: Sant Abdó i Sant Senén
- Granollers: Sant Esteve màrtir i Sant Plàcid
- Galliners: Sant Julià i Santa Basilissa
- Lliçà d'Amunt: Sant Julià i Santa Basilissa
- Llofriu: Sant Fructuós
- Lloret de Mar: Santa Cristina de Bolsena
- Manresa: Mare de Déu de l'Alba i Sant Fructuós
- Matadepera: Sant Sebastià
- Mollerussa: Sant Isidori
- Monistrol de Montserrat: Sant Sebastià
- Montblanc: Sant Maties i la Mare de Déu de la Serra
- Montbrió del Camp: Sant Pere i Sant Antoni Abat
- Músser: Sant Fructuós
- Navarcles: Sant Valentí i Santa Maria
- Olesa de Montserrat: Santa Oliva
- Olivella: Sant Pere
- Ordal: Sant Esteve
- El Papiol: Santa Eulàlia
- El Perelló: Sant Antoni Abat
- Ponts: Exaltació de la Santa Creu
- Ripoll: Sant Eudald
- Riudoms: Sant Jaume el Major, Sant Sebastià i Beat Bonaventura
- Sant Cugat del Vallès: Sant Pere, Sant Medir
- Sant Fruitós de Bages: Sant Fructuós
- Sant Julià de Ramis: Sant Julià i Santa Basilissa
- Sant Julià de Vilatorta: Sant Julià i Santa Basilissa
- Sant Pere de Ribes: Sant Pere i Pau de Tars
- Santa Perpètua de Mogoda: Perpètua i Felicitat
- Santa Coloma de Queralt: Santa Coloma de Sens, Sant Magí i Sant Roc.
- Sarral: Sant Abdó i Sant Senén i protectors Sant Cosme i Sant Damià
- Sentmenat: Sant Menna
- Seu d'Urgell: Sant Ot d'Urgell; Sant Ermengol d'Urgell, patró de la diòcesi
- Sitges: Santa Tecla i Sant Bartomeu
- Solsona: Mare de Déu del Claustre
- Tivissa: Sant Jaume
- Tivenys: Sant Miquel, Sant Benet i Sant Antoni
- Torelló: Feliu de Girona (màrtir) i Fortià
- Tortosa: Mare de Déu de la Cinta, Sant Ruf de Tortosa i l'Àngel custodi, santes Còrdula i Càndida de Colònia
- Ulldecona: Sant Lluc i la Mare de Déu de la Pietat
- Valls: Mare de Déu de la Candela, Sant Joan Baptista i Santa Úrsula
- Verges: Sant Julià i Santa Basilissa
- Vic: Sant Miquel dels Sants; abans del s. XVII, Llucià i Marcià
- Vilafranca del Penedès: Fèlix de Roma, Raimon de Penyafort i Sant Jocund
- Vilanova i la Geltrú: Sant Antoni Abat i la Nostra Senyora de les Neus[5]
- Vinyols i els Arcs: Santa Caterina d'Alexandria i Sant Joan Baptista.

##### Catalunya del Nord
- Prada: Sant Pere

##### Illes Balears

###### Illa deMallorca
- Alaró: Sant Roc i Sant Pere
- Alcúdia: Sant Jaume, Mare de Déu de la Victòria, Sant Pere (al port)
- Algaida: Sant Honorat
- Andratx: Sant Pere
- Artà: Sant Salvador
- Binissalem: Sant Jaume
- Búger: Sant Pere
- Bunyola: Sant Mateu
- Calvià: Sant Joan
- Campanet: Sant Miquel
- Campos: Julià i Basilissa
- Capdepera: Sant Bartomeu
- Consell: Sant Bartomeu
- Deià: Joan Baptista, Sant Sebastià
- Estellencs: Sant Joan
- Felanitx: Sant Agustí d'Hipona
- Inca: Sant Abdó i Sant Senén
- Llubí: Sant Feliu
- Llucmajor: Sant Miquel, Santa Càndida
- Mancor de la Vall: Sant Joan, Santa Llúcia
- Marratxí: Sant Marçal
- Montuïri: Sant Bartomeu
- Muro: Sant Joan
- Porreres: Sant Joan Baptista i Sant Joan Evangelista
- Puigpunyent: Sant Roc
- Sant Joan: Sant Joan
- Sencelles: Àgata de Catània
- Ses Salines: Sant Bartomeu
- Sineu: Marc (evangelista)
- Valldemossa: Sant Bartomeu

###### Illa deMenorca
- Alaior: Llorenç màrtir
- Ciutadella de Menorca: Joan Evangelista.
- Es Castell: Jaume el Major
- Es Migjorn Gran: Cristòfor de Lícia
- Ferreries: Bartomeu apòstol
- Es Mercadal: Martí de Tours
- Sant Lluís: Lluís IX de França

###### Illa d'Eivissa
- Sant Antoni de Portmany: Sant Antoni Abat
- Sant Joan de Labritja: Sant Joan Baptista
- Sant Josep de sa Talaia: Josep de Natzaret[6]
- Santa Eulària des Riu: Santa Eulària.

##### País Valencià
- Albatera - Sant Jaume i Mare de Déu del Roser[7]
- Alcoi - Sant Jordi, Maure màrtir i Mare de Déu dels Lliris
- Almoradí - Sant Andreu i Mare de Déu del Perpetu Socors
- Altea - Blai de Sebaste, Santíssim Crist del Sagrari i Mare de Déu del Consol.
- Alzira: Bernat, Gràcia i Maria d'Alzira
- Barx: Sant Miquel Arcàngel i la Divina Pastora
- Benidorm - Sant Jaume Apòstol i Mare de Déu del Sofratge
- Benifairó de la Valldigna: Sant Benet Màrtir, La Mare de Déu dels Àngels i El Santíssim Crist de la Providència
- Bolulla - Sant Josep
- Callosa d'en Sarrià - Mare de Déu de les Injúries
- Callosa de Segura - Sant Roc
- Canals - Sant Antoni Abad
- Catral - Sant Joan Baptista i Santa Àgata
- Elx - Sant Agatàngel i la Mare de Déu de l'Assumpció
- Gandia: Sant Francesc de Borja i la Mare de Déu dels Desemparats; i, sense reconeixement oficial, el Beat Andreu Hibernon i la Mare de Déu de Gràcia
- Morella: Julià i Basilissa
- Picanya - Mare de Déu de Montserrat i Sants de la pedra
- Santa Pola - Mare de Déu de Loreto
- Simat de la Valldigna: Abdó i Senén (Sants de la Pedra), Mare de Déu de Gràcia i Santíssim Crist de la Fe
- Tavernes de la Valldigna: Santíssim Crist de la Sang i la Divina Aurora
- La Vila Joiosa - Santa Marta
- Vila-real: Pasqual Baylon i la Mare de Déu de Gràcia
- Xàtiva: Sant Feliu i Mare de Déu de la Seu
- Xèrica: Àgata de Catània

##### Andorra
- Canillo: Sadurní de Tolosa
- Encamp: Eulàlia de Mèrida
- Ordino: Corneli I i Cebrià de Cartago
- La Massana: Asiscle i Victòria
- Andorra la Vella: Esteve
- Sant Julià de Lòria: Julià i Basilissa
- Escaldes-Engordany: Sant Pere Màrtir

### Països europeus
Patrons d'Europa: Sant Benet de Núrsia, Ciril i Metodi, Caterina de Siena, Brígida de Suècia, Teresa Benedicta de la Creu (Edith Stein)
- Alemanya: Bonifaci de Fulda
  - Baviera: Joan Nepomucè
    - Andechs: Eduvigis d'Andechs
    - Ratisbona: Wolfgang de Ratisbona

  - Brandenburg: Eduvigis d'Andechs
  - Hamburg: Anscari de Bremen (diòcesi)
  - Prússia: Adalbert de Praga
- Armènia: Sant Bartomeu apòstol, Gregori l'Il·luminador
- Àustria: Sant Colomà (Colman), Maurici d'Agaunum
  - Salzburg: Rupert de Salzburg
- Bèlgica: Josep de Natzaret
  - Província de Brabant: Felip apòstol
  - Bruges: Donacià de Reims
  - Brussel·les: Gúdula de Brussel·les i Sant Miquel
  - Gant: Bavó de Gant, Julià l'Hospitalari
  - Lieja: Lambert de Lieja
- Bòsnia i Hercegovina:
- Bulgària: Climent d'Ancira, Sant Jordi, Ciril i Metodi
- Croàcia: Sant Jeroni
  - Dubrovnik: Blai de Sebaste
- Dinamarca: Anscari de Bremen (Òscar), Canut IV de Dinamarca
  - Regió de Sjælland: Luci I
- Eslovàquia: Sant Bru, Ciril i Metodi
- Eslovènia: Ciril i Metodi
- Espanya: Sant Jaume el Major i la Immaculada Concepció (la Mare de Déu del Pilar és patrona de la Hispanitat)
  - Andalusia: Joan d'Àvila
    - Almeria: Indaleci d'Urci i Mare de Déu del Mar
    - Berja: Tesifont de Bergi
    - Cadis: Mare de Déu del Roser; Servand i Germà de Cadis; Francesc Xavier
    - San Fernando (Cadis): Sants Servand i Germà de Cadis
    - Còrdova: Iscle de Còrdova i Victòria de Còrdova, Mare de Déu de la FuenSanta
    - Granada: Cecili d'Elvira, Gregori d'Elvira, Joan de Déu i Mare de Déu de "las Angustias"
    - Guadix: Torquat d'Acci
    - Huelva: Mare de Déu de la Cinta i Sant Sebastià
    - Jaén: Eufrasi d'Iliturgi
    - Andújar: Eufrasi d'Iliturgi
    - Màlaga: Sant Ciríac, Santa Paula i la Mare de Déu de la Victòria
    - Comares: Hilari de Poitiers
    - Sevilla: Santes Justa i Rufina, Sant Ferran i Mare de Déu dels Reis

  - Aragó: Sant Jordi i la Mare de Déu del Pilar
    - Barbastre: Victorià d'Asan (patró menys principal de la diòcesi)
    - Jaca: Oròsia de Jaca
    - Osca: Llorenç
    - Saragossa: Mare de Déu del Pilar i Sant Valeri
    - Tarassona: Prudenci de Tarassona i Gaudiós de Tarassona
    - Terol: Emerenciana i la Immaculada Concepció

  - Astúries: Verge de Covadonga (mare de déu trobada)
    - Oviedo: Sant Mateu Evangelista i Eulàlia de Mèrida

  - Canàries: Mare de Déu de la Candelera i Sant Pere de Sant Josep Betancur (primer sant canari)
    - Tenerife: Mare de Déu dels Remeis i Sant Miquel
    - Gran Canària: Mare de Déu del Pi i Sant Pere de Verona
    - Lanzarote: Mare de Déu dels Dolors i Sant Marçal de Llemotges
    - La Palma: Nostra Senyora de les Neus i Sant Miquel
    - Fuerteventura: Mare de Déu de la Peña i Sant Bonaventura de Bagnoregio
    - La Gomera: Mare de Déu de Guadalupe i Sant Sebastià màrtir
    - El Hierro: Mare de Déu dels Reis i Sant Agustí d'Hipona

  - Cantàbria: Emeteri i Celedoni
    - Santander: Celdoni i Ermenter

  - Castella i Lleó: Emilià de la Cogolla (San Millán)
    - Àvila: Secundi d'Abula i Teresa de Jesús
    - Burgos: Adelelm de Burgos (Sant Lesmes)
    - Lleó: Marcel de Tànger (ciutat i província), Sant Froilà (diòcesi), Mare de Déu del Camí (província)
      - Astorga: Santa Marta d'Astorga

    - Palència: Sant Antolí
    - Salamanca: Mare de Déu de la Vega i Sant Joan de Sahagun
    - Segòvia: Mare de Déu de Fuencisla; Sants Fructe, Valentí i Engràcia de Segòvia
    - Sòria: Sant Saturi
    - Valladolid: Pere Regalado, Mare de Déu de San Lorenzo
    - Zamora: "Virgen de la Concha", Sant Ildefons de Toledo

  - Castella-La Manxa
    - Albacete: Mare de Déu de "los Llanos" i Sant Joan Baptista
    - Ciudad Real: Mare de Déu "del Prado"
    - Conca: Sants Julià de Conca i Mateu apòstol
    - Toledo: Ildefons de Toledo, Leocàdia de Toledo, Mare de Déu del Sagrari

  - Ceuta: Mare de Déu d'Àfrica
  - Extremadura
    - Badajoz: Sant Joan Baptista i Mare de Déu de la Solitud
    - Càceres: Sant Jordi i Mare de Déu de la Muntanya
    - Mèrida: Santa Eulàlia de Mèrida, Sants Servand i Germà de Cadis
    - Plasència: Sants Florentina de Cartagena i Fulgenci d'Écija

  - Galícia: Sant Jaume
    - la Corunya: Mare de Déu del Roser
    - Lugo: Sant Froilà i Mare de Déu dels Ulls Grossos
    - Ourense: Martí de Tours
    - Santiago de Compostel·la: Jaume el Major
    - Tui: Pere González Telmo

  - Madrid
    - Madrid: Isidre el Llaurador i Santa Maria Toríbia, i la Mare de Déu de l'Almudena

  - Múrcia: Mare de Déu de la FuenSanta
    - Cartagena: els Quatre Sants de Cartagena: Isidor de Sevilla, Leandre de Sevilla, Florentina de Cartagena i Fulgenci d'Écija
    - Múrcia Mare de Déu de la FuenSanta i Sant Patrici

  - Navarra: Fermí i Francesc Xavier
    - Arellano: Veremon d'Iratxe
    - Pamplona: Sadurní i Mare de Déu del Camí
    - Villatuerta: Veremon d'Iratxe

  - País Basc
    - Àlaba: Prudenci d'Armentia i Mare de Déu d'Estíbaliz
      - Vitòria: Mare de Déu Blanca

    - Guipúscoa: Mare de Déu d'Arantzazu
      - Sant Sebastià: Sant Sebastià

    - Biscaia
      - Bilbao: Jaume Major i Mare de Déu de Begoña

  - La Rioja: Mare de Déu de Valvanera
    - Calahorra: Celdoni i Ermenter
    - Logronyo: Bernabé apòstol
- Estònia:
- Finlàndia: Enric d'Uppsala
  - Turku: Enric d'Uppsala
- França: Santa Maria (patrona principal); Martí de Tours, Remigi de Reims, Dionisi de París, Santa Joana d'Arc i Teresa de Lisieux (patrones secundàries)
  - Arle: Genís d'Arle
  - Avinyó: Sant Benet, Santa Marta, Sant Ruf.
  - Borgonya: Sant Maurici d'Agaunum
  - Boulogne-sur-Mer: Santa Ida (mare de Jofré de Bouillon)
  - Foix: Sant Volusià
  - Le Mans: Escolàstica de Núrsia
  - Lilla: Maria, mare de Jesús (amb el nom de Notre-Dame-de-la-Treille)
  - Llemotges: Sant Marcial, Sant Leonard
  - Marsella: Nostra Senyora de la Guarda, Víctor de Marsella
  - Metz: Sant Climent
  - Montpeller: Sant Roc
  - Niça: Santa Reparata
  - París: Santa Genoveva i Sant Dionís
  - Poitiers: Hilari de Poitiers
  - Reims: Donacià de Reims
  - Riés: Faust de Riés
  - Seta: Sant Lluís
  - Tolosa: Sant Sadurní
  - Vierzon: Perpètua i Felicitat
- Geòrgia: Sant Jordi, Santa Nina de Geòrgia
- Gran Bretanya:
  - Anglaterra: Sant Jordi (abans, Sant Eduard el Confessor)
  - Escòcia: Andreu apòstol, Margarida d'Anglaterra
  - Gal·les: Sant David
  - Cornualla: Sant Pirac, Sant Petroc, Sant Miquel
  - Gibraltar: Bernat de Claravall
- Hongria: Sant Jordi, Sant Esteve I d'Hongria, Sant Adalbert de Praga
- Irlanda: Patrici d'Irlanda, Sant Columba d'Iona
  - Dublín: Sant Kevin
- Islàndia: Thorlac Thorhallsson
- Itàlia: Sant Francesc d'Assís i Santa Caterina de Siena
  - Calàbria: Sant Francesc de Paula
  - Campània
    - Frascati: Sant Jaume el Menor i Felip apòstol
    - Nàpols: Sant Genar i quaranta-nou Sants més

  - Emília-Romanya
    - Bolonya: Petroni de Bolonya, Vidal i Agrícola
    - Parma: Sant Hilari de Poitiers
    - Piacenza: Sant Antoní de Piacenza
    - Ravenna: Vidal de Ravenna

  - Florència: Mare de Déu de la Flor
  - Gènova: Sant Jordi
  - Laci:
    - Roma: Sants Pere apòstol i Pau de Tars, Francesca Romana i Felip Neri

  - Llombardia: Sant Carles Borromeo
    - Bobbio: Sant Columbà
    - Milà: Ambròs de Milà, Gervasi i Protasi

  - Marques
    - Macerata: Sant Julià l'Hospitalari

  - Molise: Santa Àgata de Catània
  - Piemont: Sant Maurici d'Agaunum
  - Sicília: Santes Àgata de Catània
    - Catània: Santes Àgata de Catània, Apol·lònia d'Alexandria
    - Palerm: Santes Àgata de Catània, Rosalia de Palerm
    - Siracusa: Santa Llúcia de Siracusa

  - Toscana
    - Pisa: Sant Rainer de Pisa, Bona de Pisa

  - Úmbria
    - Terni: Sant Valentí de Terni

  - Vènet
    - Pàdua: Sants Justina de Pàdua, Prodòscim de Pàdua, Daniel de Pàdua
    - Verona: Sant Zenó de Verona
- Letònia:
- Liechtenstein:
- Lituània: Sant Jordi, Sant Casimir de Polònia, Santa Cunegunda de Polònia
- Luxemburg: Sants Felip apòstol, Willibrord d'Utrecht, Cunegunda de Luxemburg
- Macedònia del Nord: Sants Ciril i Metodi
- Malta: Sants Pau de Tars, Àgata de Catània, Sant Bartomeu apòstol.
- Mònaco: Santa Devota
- Montenegro: Sants Ciril i Metodi
- Noruega: Sant Olaf II de Noruega
- Països Baixos: Sants Plequelm i Willibrord d'Utrecht
  - Haarlem: Sant Bavó de Gant
  - Utrecht: Sant Frederic d'Utrecht, Willibrord d'Utrecht
- Polònia: Sants Estanislau de Cracòvia, Casimir de Cracòvia, Jacint de Cracòvia, Ladislau I d'Hongria, Adalbert de Praga, Sant Venceslau
  - Cracòvia: Eduvigis d'Andechs
  - Silèsia: Eduvigis d'Andechs
- Portugal: Sant Jordi, Sants Vicenç d'Osca, Santa Elisabet de Portugal, Antoni de Pàdua, Francesc de Borja
- República Txeca: Sant Adalbert, Sant Venceslau de Bohèmia, Sant Jordi, Sants Ciril i Metodi
  - Bohèmia: Santa Agnès de Bohèmia
- Regne Unit
  - Anglaterra: Sant Jordi (abans, Eduard el Confessor)
  - Escòcia: Andreu apòstol, Columba d'Iona, Margarida d'Anglaterra
  - Gal·les: Sant David de Gal·les
    - Pembrokeshire: David de Gal·les
- Pskov, Rússia: Sant Vsèvolod de Pskov
- San Marino: Santa Àgata de Catània
- Sèrbia: Sant Sava
- Suècia: Sant Eric de Suècia, Santa Brígida de Suècia
- Suïssa: Sant Gal i Sant Nicolau de Flüe
  - Basilea Sant Enric
  - Sankt Gallen: Sant Gal
  - Sankt Moritz: Sant Maurici d'Agaunum
  - Zúric: Sants Fèlix, Règula i Exuperanci de Zuric
- Ucraïna: Sant Jordi, Sant Josafat
- Xipre: Sant Bernabeu

### Altres estats
- Armènia: Judes Tadeu, Bartomeu apòstol
- Austràlia: Sant Francesc Xavier
- Cuba: Mare de Déu del Cobre
  - Pinar del Río: Sant Rossend de Celanova
- Egipte: Marc (evangelista)
- Estats Units: 
  - Maryland: Santa Elizabeth Ann Seton
- Perú: Sant Martí de Porres, Santa Rosa de Lima
- Uruguai: Sant Jaume el Menor i Felip apòstol

### Engremisi professions
En els oficis antics, s'indiquen els patrons tradicionals a Catalunya, que poden ser diferents dels d'altres llocs. De vegades, la relació venia donada per llegendes locals o, simplement, per la situació del carrer, barri o seu del gremi prop d'una església.

#### Altres professions
- Advocats: Sant Raimon de Penyafort
- Artillers: Santa Bàrbara de Nicomèdia
- Artistes, en general: Lluc (evangelista)
- Astronautes: Sant Josep de Copertino
- Astronomia: Sant Domènec de Guzman
- Aturats: Sant Gaietà de Thiene
- Banquers: Sant Mateu, Sant Carles Borromeu
- Bibliotecaris: Sant Benet de Núrsia (en altres llocs: Sant Isidor de Sevilla, Sant Jeroni, Santa Wiborada (Suïssa), etc.)
- Bombers: Sant Joan de Déu; a l'Europa Central: Florià de Lorch
- Campaners: Santa Àgata de Catània
- Capellans militars: Sant Joan de Capistrano
- Cervesers: Sant Amand de Maastricht
- Científics: Sant Albert el Gran
- Cistellers: Sant Julià de Conca
- Sacerdots confessors: Sant Joan Nepomucè
- Constructors: Sant Antoni de Pàdua
- Dentistes: Santa Apol·lònia d'Alexandria
- Ecologisme: Sant Francesc d'Assís
- Escombraire: Martí de Porres
- Floristes: Santa Dorotea de Cesarea
- Forners: Dionís de París, al País Valencià i en alguns indrets del país, Sant Blai.
- Guàrdies forestals: Sant Joan Gualbert (a Itàlia i Brasil)
- infermers: Sant Joan de Déu
- Jardiners: Santa Dorotea de Cesarea
- Llevadores: Sant Ramon Nonat
- Màgics: Sant Joan Bosco
- Matemàtics: Hubert de Lieja
- Miners: Santa Bàrbara de Nicomèdia
- Oculistes: Santa Llúcia; en alguns llocs, Hubert de Lieja
- Otorrinolaringòlegs: Sant Blai de Sebaste
- Pagesos: Sant Galderic sobretot a la Catalunya Vella i Sant Abdó i Sant Senén entre la pagesia hortolana i fruitera (substituïts el segle xviii en part per Sant Isidre, patró dels pagesos espanyols).
- Periodistes: Sant Francesc de Sales, Sant Antoni Maria Claret
- Personal sanitari: Sant Joan de Déu
- Polítics: Sant Thomas More
- Professors: Sant Josep de Calassanç (d'escoles); Sants Ciril i Metodi (als països eslaus)
- Ràdio (locutors i operadors): Sant Gabriel arcàngel
- Químics: Sant Albert el Gran
- Sacerdots o clergat secular: Sant Joan d'Àvila
- Seminaristes: Carles Borromeo
- Teòlegs: Sant Joan (evangelista)

#### Altres grups
- Alpinistes i esquiadors: Sant Bernat d'Aosta
- Automobilistes: Sant Cristòfor; a Itàlia: Santa Francesca Romana
- Caçadors: Hubert de Lieja, Eustaqui de Roma, Julià l'Hospitalari
- Catequistes de Mallorca: Beata Francinaina Cirer
- Cecs: Santa Llúcia
- Contra els atacs d'animals: Sant José de Anchieta
- Dones: Santa Àgata de Catània
- Dones embarassades: Santa Felicitat
- Dones de part: Santa Margarida d'Antioquia
- Dones maltractades: Santa Apol·lònia d'Alexandria
- Enamorats: Sant Jordi (a Catalunya); Sant Dionís al País Valencià; Valentí de Terni (països anglosaxons)
- Esclaus: Sant Pere Claver
- Estudiants: Sant Tomàs d'Aquino i Sant Josep de Copertino
- Guàrdia suïssa vaticana: Sant Sebastià, Sant Maurici d'Agaune i Sant Nicolau de Flüe
- Internet: Sant Isidor de Sevilla
- Joves: Sants Lluís Gonzaga, Casimir de Polònia
- Mares: Santa Mònica d'Hipona, Perpètua
- Motociclistes: Sant Columbà; a Itàlia, Santa Francesca Romana
- Persones sense llar: Sant Pedro Betancur
- Nens: els Sants Innocents
- Nens abandonats: Sant Gerolamo Emiliani
- Vegetarians: Sant David de Gal·les
- Viatgers: Sant Julià l'Hospitalari
- Vídues: Santa Joaquima de Vedruna
- Escoles: Sant Josep de Calassanç, Sants Ciril i Metodi (als països eslaus)
- Faves: Sant Medir